# Diazometán
A diazometán a legegyszerűbb diazovegyület, képlete CH2N2. Szobahőmérsékleten, tiszta állapotban nagyon reakcióképes, mérgező sárga gáz. Nagy reakciókészsége miatt legtöbbször éteres oldatában használják fel. A diazometán ideális metilezőszer, készségesen reagál a mozgékony protont tartalmazó vegyületekkel, például karbonsavakkal vagy fenolokkal.

## Előállítás
A diazometánt többnyire N-metil-N-nitrozokarbamidból állítják elő lúggal.

## Felhasználás
Biztonsági okokból a diazometánt mindig éteres oldatában használják fel, és közvetlenül a felhasználás előtt állítják elő. Karbonsavakból diazometánnal metil-észterek készíthetők gondot okozó melléktermék képződése nélkül, mert a keletkező nitrogéngáz elszáll, így nem szennyezi a terméket. Az átalakulás úgy értelmezhető, hogy a diazometán szénatomja protonálódik, így diazóniumion képződik. Minthogy a nem aromás diazóniumionok rendkívül bomlékonyak, azonnali nitrogénvesztés történik és metilkation keletkezik. Ez a karbonsavanionhoz kapcsolódva adja az észtert. A diazometán aldehidekkel is reagál a megfelelő keton és nitrogénmolekula képződése mellett (Buchner–Curtius–Schlotterbeck-reakció).
Alkohollal vagy fenollal bór-trifluorid jelenlétében való reakciójakor metil-éterek állíthatók elő.